# أرشيبالد كوري
أرشيبالد كوري (بالهولندية: Archibald Currie)‏ ، (ولد في 7 مارس 1888، وتوفي في 28 نوفمبر 1986) كان حاكماً استعمارياً، وسياسياً سورينامياً، عضو في الحزب الوطني السورينامي. تولى منصب وزير أول بالنيابة في الفترة الممتدة من 4 ديسمبر 1952 اٍلى 20 أوت 1954 ثم تولى المنصب رسميا في الفترة من 20 أوت 1954 حتى 16 أفريل 1955.